# Fear Factor (Deutschland)
Fear Factor war eine deutsche Reality-Gameshow aus dem Jahr 2004. Der Ableger der US-amerikanischen Fernsehshow Fear Factor wurde von Borris Brandt und Endemol Deutschland für RTL Television produziert.
Die Moderation übernahm Sonja Zietlow.

## Konzept
Wie im US-amerikanischen Original kämpfen mehrere Teams in waghalsigen oder ekligen Stunts gegeneinander. Die einzelnen Stunts sollen die Teilnehmer an ihre mentalen sowie psychischen Grenzen bringen. Das US-amerikanische Original setzte vor allem auf einen Ekelfaktor und kontroverse Inhalte, die für die deutsche Version ebenfalls angekündigt waren. Der Gewinn betrug 25.000 Euro.
Insgesamt wurden im Jahr 2003 sechs Folgen in Buenos Aires vorproduziert. Bereits bei Ankündigung wurde die Sendung scharf kritisiert, zumal mit Ich bin ein Star – Holt mich hier raus! bereits ein ähnliches Format für Aufsehen sorgte. Im Vorfeld erklärten Brandt und Zietlow, die deutsche ist eine entschärfte Version des Originals. Der Fokus würde mehr auf sportlichen Herausforderungen liegen.

## Ausstrahlung
Die erste Folge wurde am 22. April 2004 um 21:15 Uhr ausgestrahlt. In dieser war der erste Stunt ein Mountainbike-Sprung über die Dachkante eines Hochhauses. Im zweiten Stunt wurde den Teilnehmern eine Plastikbox mit Maden, Schlangen, Kakerlaken oder Krebsen (je nach Ekelfaktor des Teilnehmers) über den Kopf gestülpt. Der letzte Stunt war eine Gewichthalteübung am Bungeeseil in einem Swimminhgpool mit fünf Meter Tiefe.
Die weiteren Episoden wurden donnerstags ausgestrahlt. Weitere Mutproben waren Sprünge von einem fahrenden Truck, das Hangeln zwischen fliegenden Hubschraubern sowie das Essen von Schafsaugen.
Zum Abschluss wurde am 3. Juni 2004 ein Prominentenspecial mit Claude-Oliver Rudolph, Pierre Geisensetter, Mola Adebisi, Eve Scheer, Dorkas Kiefer und Doreen Dietel gezeigt.

## Quote
Bereits die erste Folge erreichte lediglich 3,38 Millionen Zuschauer bei einem Gesamtmarktanteil von 11,6 Prozent. Die zweite Folge verfolgten 3,30 Millionen Zuschauer mit einem Zielgruppenmarktanteil von 15,6 Prozent. Auch die weiteren Folgen blieben unter Senderdurchschnitt, sodass Fear Factor nach nur einer Staffel eingestellt wurde.

## Kritiken
Stefan Niggemeier von Das Fernsehlexikon schrieb: „Anders als beim gleichnamigen britischen Vorbild der von Endemol produzierten Show, die auch in viele andere Länder verkauft wurde, sollte der Schwerpunkt eher auf sportlichen Leistungen als auf dem Ekelfaktor liegen. Es war dann doch ziemlich eklig, aber auch ziemlich unspektakulär.“